# II Liceum Ogólnokształcące im. Cypriana Kamila Norwida w Stargardzie
II Liceum Ogólnokształcące im. Cypriana Kamila Norwida w Stargardzie zostało utworzone w 1989 roku, w gmachu budynku, w którym przedtem mieściła się Szkoła Podstawowa Nr 11. Na początku powstał Zespół Szkół Ogólnokształcących Nr 2, w którego skład wchodziły 3 klasy liceum oraz 31 oddziałów szkoły podstawowej. W ciągu 8 lat zmniejszała się liczba uczniów szkoły podstawowej, a rosła liczba uczniów liceum oraz oddziałów do niego należących. W roku 1997 ostatecznie zostały tylko klasy II Liceum Ogólnokształcącego.
W II LO im. C. K. Norwida prowadzone są klasy z rozszerzonym programem nauczania:
- języka angielskiego
- języka niemieckiego
- biologii i chemii
- matematyki i informatyki
- informatyki
- historii, wiedzy o społeczeństwie i geografii

A także klasy ogólne krajoznawcza i regionalna.

## Dyrektorzy szkoły
- Irena Brylańska (1989–1997)
- Irena Fronczak (1997–2007)
- Stanisław Pabiniak (2007–2012)
- Andrzej Kałuża (od 2012)